# Paedophile Information Exchange
Paedophile Information Exchange (PIE) foi uma organização británica fundada em 1974 e dissolvida em 1984 que fez campanha para substituir as leis sobre idade de consentimento por um marco legal mais flexível e liberal. O grupo defendia que a legítima proteção das crianças podia ser conciliada com uma aceitação da sexualidade infantil, o direito dos jovens à autodeterminação sexual e a legitimação de contatos sexuais consensuais entre adultos e crianças.

## Ideologia
Na linha doutras associações do mesmo tipo, PIE definia-se como "um grupo de ajuda mútua e de combate destinado a promover um melhor conhecimento e uma melhor aceitação da pedofilia e dos direitos dos jovens". Preconizando a supresão de tuda idade de consentimento, ele afirmava defender uma sexualidade "fundada sobre um prazer libremente desejado e partilhado" e mostrar, através da difusão de "informações científicas, sociológicas e sobre tudo precisas (...) como a vida das crianças, bem como a dos pedófilos, é pervertida e traumatizada pelos valores repressivos da nossa sociedade".
O PIE também tinha por escopo "favorecer o encontro e o diálogo entre pedófilos, em um espírito de aceitação e de apoio mútuo, e ajudar mais particularmente àqueles cuja vida foi arruinada ou que devem sufrir por causa da ignorância e os preconceitos do seu ambiente, os isolados e os solitários, os temerosos e os suicidas".

## História

### Primeiros anos (1974-1977)
O PIE é fundado sob os auspícios do Scottish Minorities Group em setempro de 1974 por Michael Hanson, estudante homossexual, e Ian Campbell Dunn, ativista pelos direitos dos homossexuais não-pedófilo. A assembléia inaugural ocorre em março de 1975 e em julho do mesmo ano a sede é trasladada para Londres, de onde provêm a maioria dos interessados. Keith Hose, de 23 anos e ligado ao Gay Liberation Front, torna-se o seu presidente. Em novembro, o PIE envia ao Comité de Revisão do Código Penal as suas próprias propostas quanto aos relacionamentos sexuais entre adultos e menores, sem sucesso.
O grupo decide fazer-se conhecer melhor pelo grande público, embora os riscos que isto representa. Em 1975, o Hose dá na conferência anual do Campaign for Homosexual Equality (CHE) um longo discurso sobre a pedofilia o qual fez ecoar o jornal The Guardian. Em abril de 1976 o PIE lança Understanding Paedophilia, dirigida por Warren Middleton, a qual substitui o Newsletter. A revista publica inúmeras investigações sobre a pedofilia e as primeiras estatísticas sobre as preferências dos pedófilos. Ela oferece também um serviço de correspondência para os pedófilos poderem sair do isolamento.
Em janeiro de 1977 o PIE absorve o que resta do Paedophile Action for Liberation [PAL, Ação Pedófila de Liberação], grupo proveniente de uma cisão do GLF de Londres-Sul que tinha recebido ataques por parte do tabloide Sunday People. Esse mesmo ano, o PIE adquire uma certa notoriedade pública através a celebração de um colóquio aberto em Londres e à participação do seu novo presidente, Tom O'Carroll, em uma conferência em Swansea sobre o amor e o carinho, organizada pela Associação Británica de Psicologia. Estas duas manifestações públicas desencadeiam uma violenta campanha de imprensa contra as idéias defendidas pelo PIE.
Em março, Middleton abandona o PIE e Understanding Paedophilia é substituído por Magpie, mensal (pelos oito primeiros números) que oferece ao mesmo tempo informações sobre a pedofilia e contribuções artísticas (fotografias, textos, desenhos, etc.). São publicados 17 números. O grupo publica também um boletim interno, e em 1977 mais outra revista, Childhood Rights, que é incorporada mais tarde a Magpie.

### Primeiros problemas (1977-1980)
O 1º setembro de 1977 o PIE, que então tem cerca de 250 membros, organiza uma primeira conferência pública na qual falam o seu novo presidente, Tom O'Carroll, e o senador neerlandês Edward Brongersma. 150 invitações são enviadas à imprensa. O 23 de agosto, o jornal Daily Telegraph publica uma entrevista com o secretário do PIE, "David", que segue a um artigo desfavorável do Sunday Mirror. Por causa das ameaças proferidas contra os proprietários do local onde a reunião devia ser celebrada, ela é adiada para 19 de setembro. Ela tem lugar no Conway Hall, em Londres, e é muito agitada.
Em junho de 1978, o jornal News of the World publica um artigo de três páginas sobre a assembléia geral anual do PIE que leva a polícia a fazer uma busca no domicílio dos membros cujos nomes haviam sido revelados. Cinco deles são acusados de "conspiração para corromper a moral pública" e os editores do nº 4 de Understanding Paedophilia são acusados de "obscenidade". O porta-voz do grupo foge para os Países Baixos e O'Carroll pede demissão para preparar a sua defesa e terminar a redação do seu livro Paedophilia: The Radical Case. Parece que o grupo havia sido infiltrado por um membro do MI6.
Em agosto de 1980 Steven Adrian, novo presidente do PIE, propõe a criação de uma federação internacional de associações pedófilas e de associações pelos direitos das crianças, sem sucesso. O grupo, que suspende a distribuição de revistas, distribui panfletos e adesivos para continuar a fazer-se conhecer.

### Dificuldades judiciais e autodissolução (1981-1984)
Embora dos cinco acusados apenas O'Carroll é condenado, em 1982, a 18 meses de prisão, as atividades do PIE são fortemente afectadas: vários dos membros cujos nomes foram publicados na imprensa preferem o abandonar. Devido à falta de dinheiro Magpie deixa de ser publicada.
Após a violação, muito mediatizada, de um menino de seis anos em Brighton em agosto de 1983, algumas manchetes da imprensa británica sugerem uma ligação com "uma rede de intercâmbio de informações sexuais". Dois membros do grupo, Tony Zalewski e David Joy, concedem então uma entrevista à imprensa na qual condenam os boatos. A imprensa sensacionalista faz ecoar e titula: "A horrível verdade sobre o PIE: os pervertidores de crianças nos dizem como agem" (Daily Express) ou "Como agimos, pelos membros londrinos do PIE: os pervertidores de crianças confessam" (Evening Standard). A comunidade homossexual quase não reage, exceto o Gay Youth Movement.
Em julho de 1984 o grupo, que é objeto de desaprovação geral e cujos membros mais importantes estão na cadeia ou no estrangeiro, anuncia a cessação das suas atividades.

## Filiação ao Conselho Nacional pelas Liberdades Civis
Em 1978 o PIE e o PAL tornam-se membros do Conselho Nacional pelas Liberdades Civis (NCCL, National Council for Civil Liberties) do Reino Unido, conhecido hoje como Liberty. Enquanto foi filiada, a organização fez campanha contra o tratamento informativo da imprensa para as associações ativistas pedófilas. Ele também fez campanha a favor da redução da idade de consentimento e se opôs às propostas para proibir a pornografia infantil. Em 1976, em uma proposta ao Comité de Revisão do Direito Penal (Criminal Law Revision Committee), o grupo afirmava que “as experiências sexuais infantis entabuladas por vontade própria com um adulto não têm conseqüência daninha identificável nenhuma” e que a Lei de Proteção de Crianças iria levar a “persecuções daninhas e absurdas”. Enquanto era filiada, a organização defendeu a despenalização do incesto e afirmou que as fotografias sexualmente explícitas de crianças deverião ser legais enquanto o subjecto não sofrer dano nenhum. O NCCL excluíu o PIE em 1983.